# Benjamin Šeško
Benjamin Šeško, slovenski nogometaš, * 31. maj 2003, Radeče.
Šeško je slovenski profesionalni nogometaš, ki igra na položaju napadalca za angleški klub Manchester United in slovensko nogometno reprezentanco.

## Biografija
Leta 2019 je pri šestnajstih letih prestopil iz Domžal v Red Bull Salzburg, ki ga je za dve sezoni posodil svoji drugi ekipi FC Liefering, kjer je dosegel 22 golov na 44 tekmah druge avstrijske lige. Januarja 2021 je debitiral za Red Bull Salzburg in z njim osvojil dva naslova avstrijskega državnega prvaka in en naslov avstrijskega pokalnega zmagovalca.
Šeško je odigral 25 tekem za slovenske mladinske reprezentance in junija 2021 kot najmlajši nogometaš debitiral za slovensko člansko reprezentanco v starosti osemnajst let in en dan. Oktobra istega leta je dosegel svoj prvi reprezentančni zadetek, s čimer je postal najmlajši reprezentančni strelec v zgodovini.